# Temporada 1964 de la NFL
La Temporada 1964 de la NFL fue la 45.ª en la historia de la NFL. Antes de que comenzara la temporada,
el comisionado de la NFL Pete Rozelle levantó la suspensión del Running backde los Green Bay Packers, Paul Hornung y
del Defensive tackle de los Detroit Lions, Alex Karras, que habían sido suspendidos en 1963
por estar involucrados en apuestas deportivas.
Esta temporada se destaca por un cambio en las reglas uniformes - mientras que la liga había dictado desde 1957 que el equipo local
debía llevar uniformes de color y los visitantes de blanco, los equipos ahora podían utilizar sus camisetas blancas en casa. Como
resultado, los Browns, Cardinals, Colts, Cowboys, Rams, Redskins, Steelers (por un juego) y los Vikings (a excepción de la mayor
parte de un juego en el que los Lions se olvidaron de llevar sus camisetas azules) también lo hicieron; mientras que el resto volvieron
a los colores de habituales al año siguiente, los Cardinals no usarían el rojo de local hasta el año 1966, los Rams no lo harían de
nuevo hasta el año 1972, los Browns una sola vez hasta el año 1975 y los Cowboys, además de un uso involuntario de su camisetas
azules como equipo "local" en el Super Bowl V, desde entonces han utilizado continuamente su uniforme blanco en el de local.
La temporada finalizó cuando los Cleveland Browns derrotaron 27-0 a los Baltimore Colts en el Juego de
Campeonato de la NFL, disputado el 27 de diciembre de 1964 en el Cleveland Municipal Stadium, Cleveland, Ohio

## Carrera de Conferencia
La carrera divisional de la Conferencia Oeste comenzó cuando Baltimore perdió su primer partido en Minnesota, 34-24. Después de eso, los Colts tuvieron una racha ganadora de 11 partidos, alcanzando la punta el 4 de octubre con su victoria 35-20 sobre los Rams,y alzaron con el título el 22 de noviembre.
En la Conferencia Este, los Browns y los Cardinals empataron 33-33 el 20 de septiembre, y tenían un registro 4-1-1 después de seis
juegos. En la Semana 7, Cleveland venció a Nueva York 42-20, mientras que San Luis cayó en Dallas, 31-13. Cuando los Cardinals
vencieron a los Browns 28-19 en la Semana 13, más había un juego de diferencia entre y necesitaba una victoria y una derrota de Cleveland en la última semana para forzar un desempate. San Luis ganó, 36-34 en Filadelfia, pero Cleveland también, 52-20 sobre los Giants.
| Semana | Oeste                        |        | Este                      |        |
| ------ | ---------------------------- | ------ | ------------------------- | ------ |
| 1      | 4 equipos (Det, GB, LA, Min) | 1–0–0  | 3 equipos (Cle, Phi, StL) | 1–0–0  |
| 2      | Empate (Det, LA)             | 1–0–1  | Empate (Cle, StL)         | 1–0–1  |
| 3      | Los Angeles Rams             | 2–0–1  | Empate (Cle, StL)         | 2–0–1  |
| 4      | Baltimore Colts              | 3–1–0  | Empate (Cle, StL)         | 3–0–1  |
| 5      | Baltimore Colts              | 4–1–0  | Empate (Cle, StL)         | 3–1–1  |
| 6      | Baltimore Colts              | 5–1–0  | Empate (Cle, StL)         | 4–1–1  |
| 7      | Baltimore Colts              | 6–1–0  | Cleveland Browns          | 5–1–1  |
| 8      | Baltimore Colts              | 7–1–0  | Cleveland Browns          | 6–1–1  |
| 9      | Baltimore Colts              | 8–1–0  | Cleveland Browns          | 7–1–1  |
| 10     | Baltimore Colts              | 9–1–0  | Cleveland Browns          | 8–1–1  |
| 11     | Baltimore Colts              | 10–1–0 | Cleveland Browns          | 8–2–1  |
| 12     | Baltimore Colts              | 11–1–0 | Cleveland Browns          | 9–2–1  |
| 13     | Baltimore Colts              | 11–2–0 | Cleveland Browns          | 9–3–1  |
| 14     | Baltimore Colts              | 12–2–0 | Cleveland Browns          | 10–3–1 |

## Temporada regular
V = Victorias, D = Derrotas, E = Empates, CTE = Cociente de victorias, PF= Puntos a favor, PC = Puntos en contra

Nota: Los juegos empatados no fueron contabilizados de manera oficial en las posiciones hasta 1972
| Campeón de Conferencia |

| Cleveland Browns    | 10 | 3  | 1 | .769 | 415 | 293 |
| St. Louis Cardinals | 9  | 3  | 2 | .750 | 357 | 331 |
| Philadelphia Eagles | 6  | 8  | 0 | .429 | 312 | 313 |
| Washington Redskins | 6  | 8  | 0 | .429 | 307 | 305 |
| Dallas Cowboys      | 5  | 8  | 1 | .385 | 250 | 289 |
| Pittsburgh Steelers | 5  | 9  | 0 | .357 | 253 | 315 |
| New York Giants     | 2  | 10 | 2 | .167 | 241 | 399 |

| Baltimore Colts     | 12 | 2  | 0 | .857 | 428 | 225 |
| Green Bay Packers   | 8  | 5  | 1 | .615 | 342 | 245 |
| Minnesota Vikings   | 8  | 5  | 1 | .615 | 355 | 296 |
| Detroit Lions       | 7  | 5  | 2 | .583 | 280 | 260 |
| Los Angeles Rams    | 5  | 7  | 2 | .417 | 283 | 339 |
| Chicago Bears       | 5  | 9  | 0 | .357 | 260 | 379 |
| San Francisco 49ers | 4  | 10 | 0 | .286 | 236 | 330 |

## Juego de Campeonato
- Cleveland 27, Baltimore 0 en el Cleveland Municipal Stadium en Cleveland, Ohio, el 27 de diciembre de 1964

## Premios anuales
Al final de temporada se entregan diferentes premios reconociendo el valor del jugador durante la temporada entera.
| Premio              | Ganador       | Posición    | Equipo          |
| ------------------- | ------------- | ----------- | --------------- |
| Jugador más valioso | Johnny Unitas | Quarterback | Baltimore Colts |
| Entrenador del año  | Don Shula     | Head Coach  | Baltimore Colts |